# Kryptonesticus fagei
Espèce
Synonymes
- Nesticus fagei Kratochvíl, 1933

Kryptonesticus fagei est une espèce d'araignées aranéomorphes de la famille des Nesticidae.

## Distribution
Cette espèce est endémique de Bosnie-Herzégovine. Elle se rencontre dans des grottes du Poljé de Popovo en Herzégovine.

## Description
Les mâles mesurent de 5,3 à 5,4 mm et les femelles de 5,3 à 5,4 mm.

## Étymologie
Cette espèce est nommée en l'honneur de Louis Fage.

## Publication originale
- Kratochvíl, 1933 : Evropské druhy celedi Nesticidae Dahl. Práce Moravské prírodovedecké spolecnosti, vol. 8, no 10, p. 1-69.